# 芝幸太郎
芝 幸太郎（しば こうたろう、1973年11月8日 - ）是日本高知縣四万十町（旧幡多郡十和村）出身的實業家。株式会社office48執行董事社長、株式会社デジタルマーケット執行董事社長、株式会社グラッシーズ執行董事社長、株式会社サファリ執行董事社長。

## 人物
- 尊敬的人物是同鄉的坂本龍馬。將来的目標是團體事業往世界進出。喜歡的說話是一期一会[1]。
- 是個不能喝醇類飲品的人。興趣是高爾夫球、釣魚。
- 成立女子偶像組合AKB48計劃的成員之一[2]。

## 相關項目
- 戶賀崎智信

## 備註
1. ↑  .   [2012-08-13]. （原始内容存档于2017-07-13）.
2. ↑  週刊文春 （页面存档备份，存于） 2010年2月18日号

## 外部連結
- 株式会社office48
- 株式会社デジタルマーケット
- 株式会社グラッシーズ （页面存档备份，存于）
- 僕と地球を繋ぐ森 （页面存档备份，存于）
- 48的X（前Twitter）
- 芝幸太郎的Facebook專頁